# Abies cilicica
Abies cilicica, cunoscut și sub numele de Brad cilician sau Brad Taurus, este o specie de conifer din familia Pinaceae. Se găsește în Liban, Siria și Turcia. Abies cilicica și Cedrus libani, împreună cu  Acer hyrcanum subsp. tauricolum și  Sorbus torminalis subsp. orientalis, sunt arborii predominanti din fitocenoza Abeti-Cedrion, un tip de pădure din Orientul Mijlociu și Estic Munții Taurus din Turcia. Aceste păduri apar între 800 și 2.100 de metri altitudine. Peste 5.000 de ani de exploatare forestieră, ardere și pășunat au redus aceste păduri la enclave.
În 2009, la Berenice Troglodytica, portul egipto-roman de pe Marea Roșie, arheologii au descoperit:„două blocuri de rășină din bradul sirian (Abies cilicica), unul cântărind aproximativ 190 g și celălalt de aproximativ 339 g, recuperate din contextele secolului 1 d.Hr. într-unul dintre tranșeele portuare. Produsă în zone din Siria și Asia Mică, această rășină și derivatul său de ulei au fost folosite în mumificare, ca antiseptic, un diuretic, pentru a trata ridurile, a extrage viermi și a promova creșterea părului.”

## Galerie

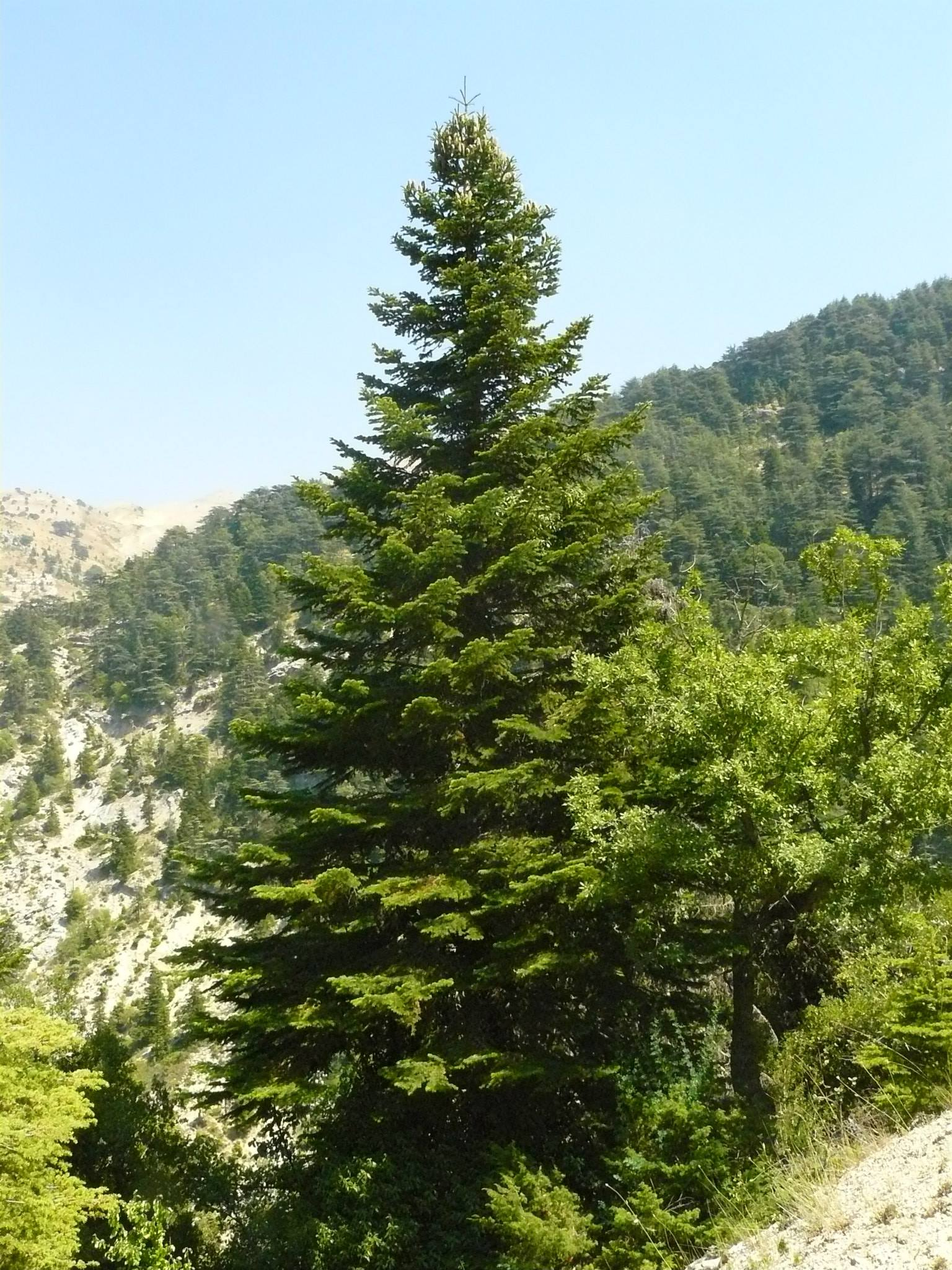
Abies cilicica în rezervaţia Horsh Ehden din Liban
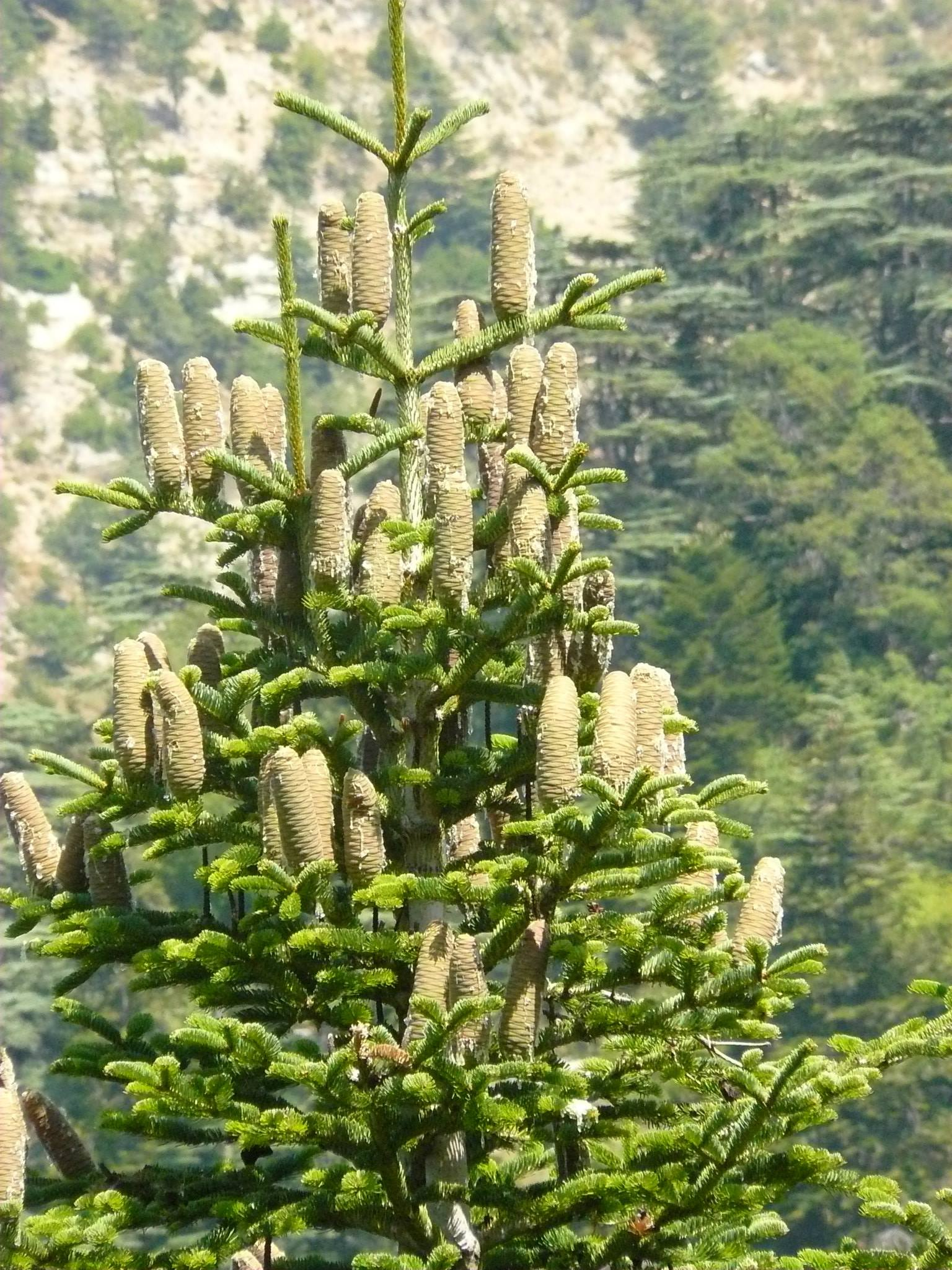
Conuri de Abies cillicica
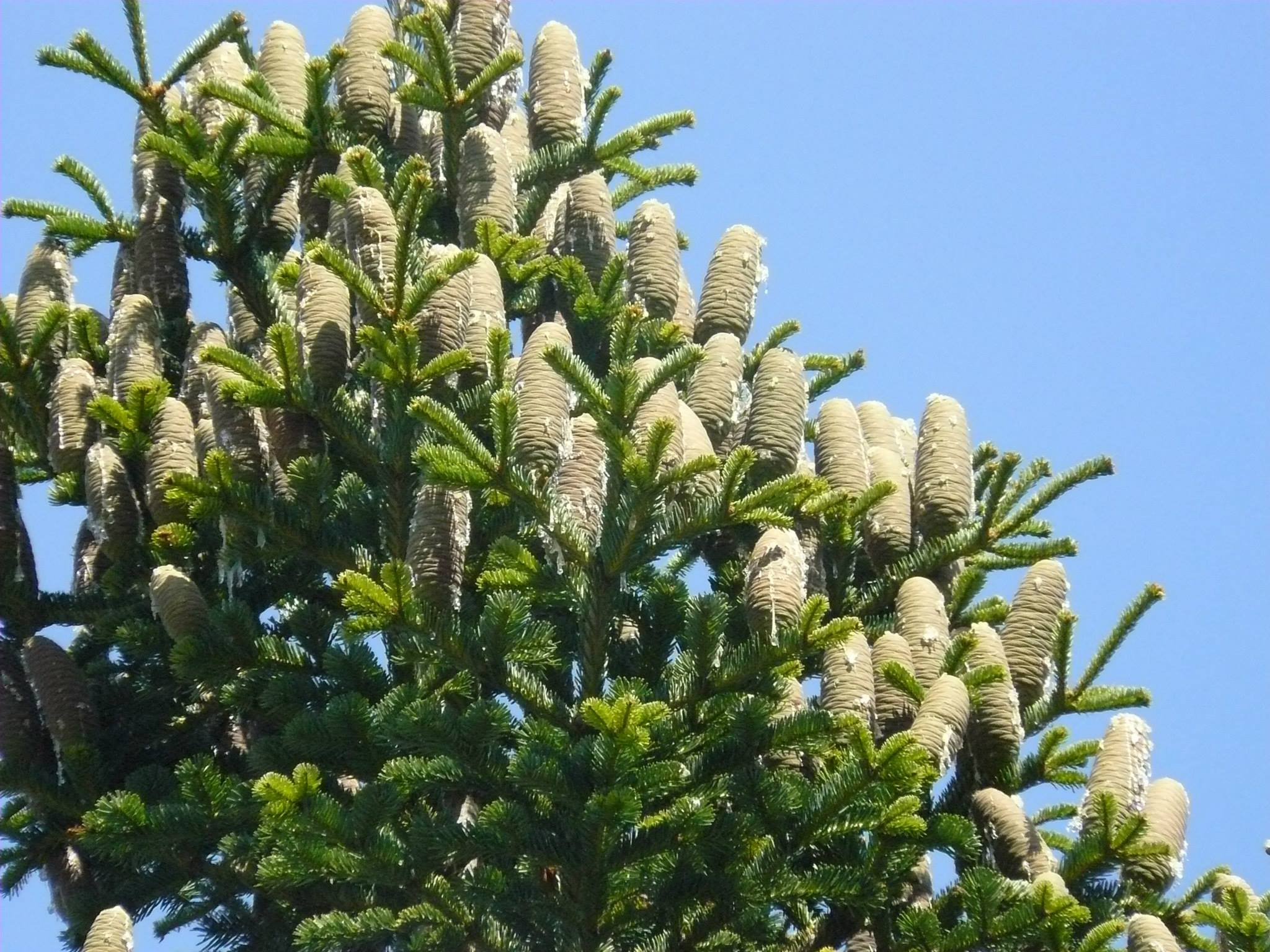
Abies cilicica de aproape